# 1296년

## 연호
- 원(元) 원정(元貞) 2년
- 일본(日本) 에이닌(永仁) 4년
- 쩐 왕조(陳朝) 흥롱(興隆) 4년

## 기년
- 원(元) 성종(成宗) 2년
- 고려(高麗) 충렬왕(忠烈王) 22년
- 쩐 왕조(陳朝) 영종(英宗) 4년

## 사건
- 2월 5일 - 성직자와 평신도가 공포되다
- 9월 9일 - 산타 마리아 델 피오레 성당이 착공됐다